# Grantessa hirsuta
Grantessa hirsuta är en svampdjursart som först beskrevs av Carter 1886.  Grantessa hirsuta ingår i släktet Grantessa och familjen Heteropiidae. Inga underarter finns listade i Catalogue of Life.